# Maurizio Gatti
Pour les articles homonymes, voir Gatti.
Maurizio Gatti, né en 1975, est un chercheur italien qui vit et travaille au Québec.

## Biographie
Né à Rome en 1975, Maurizio Gatti est chercheur en littérature autochtone, professeur d'italien au Conservatoire de musique et d'art dramatique du Québec, traducteur et interprète,.
Il s'installe au Québec en 1998 et dès lors s'intéresse aux peuples autochtones et à leur littérature au point d'y consacrer ses études doctorales et postdoctorales, à une époque où peu d'ouvrages de référence en la matière existent.
Dans la préface de son ouvrage Littérature amérindienne du Québec: écrits de langue française, réunissant contes, poèmes, théâtre et des extraits de romans, Robert Lalonde écrit:

« Il fallait bien arriver d'Italie pour ouvrir d'abord une oreille impartiale, puis un œil intègre, neuf, sur ces mots qui, depuis belle lurette, n'étaient plus ces signaux de fumée qui autrefois montaient se mêler aux nuages, sans nous livrer leurs secrets. »

Le chercheur estime que, contrairement au Canada anglais où les auteurs autochtones jouissent d'une reconnaissance, au Québec, la littérature autochtone a longtemps peiné à émerger. En entrevue, il déclare: « La majorité des auteurs qui ont publié ont été éduqués dans les pensionnats. Ce fut pour eux une expérience très traumatisante. Leurs écrits témoignent souvent de cette période trouble ».

## Œuvres

### Essais
- Être écrivain amérindien au Québec : indianité et création littéraire (préf. François Paré), Montréal, Hurtubise, 2006, 215 p. (ISBN 9782894289433 et 289428943X)

### Direction de publications
- Littérature amérindienne du Québec: écrits de langue française, (nouvelle édition revue et commentée), Montréal, BQ - Bibliothèque Québécoise, 2009, 320 p. (ISBN 978-2-89406-305-7)
- Mots de neige, de sable et d’océan: littératures autochtones (Québec, Maroc, Polynésie française, Nouvelle-Calédonie, Algérie), Wendake, Les Éditions du CDFM - Centre de développement de la formation et de la main-d’œuvre huron-wendat, 2008, 306 p. (ISBN 9782981066008)
- Être écrivain amérindien au Québec: indianité et création littéraire, Montréal, Hurtubise, coll. « Les Cahiers du Québec », 2006, 180 p. (ISBN 9782894289433)
- Littérature amérindienne du Québec: écrits de langue française, Montréal, Hurtubise, coll. « Les Cahiers du Québec », 2004, 278 p. (ISBN 9782894287569)

## Prix et distinctions
- 2007: finaliste au Prix Jean-Éthier-Blais pour Être écrivain amérindien au Québec[6]
- 2006: finaliste au Prix Gabrielle-Roy, avec mention du jury pour Être écrivain amérindien au Québec[7]